# Колумбійське льодовикове поле
52°09′26″ пн. ш. 117°18′50″ зх. д. / 52.157222222222° пн. ш. 117.31388888889° зх. д.

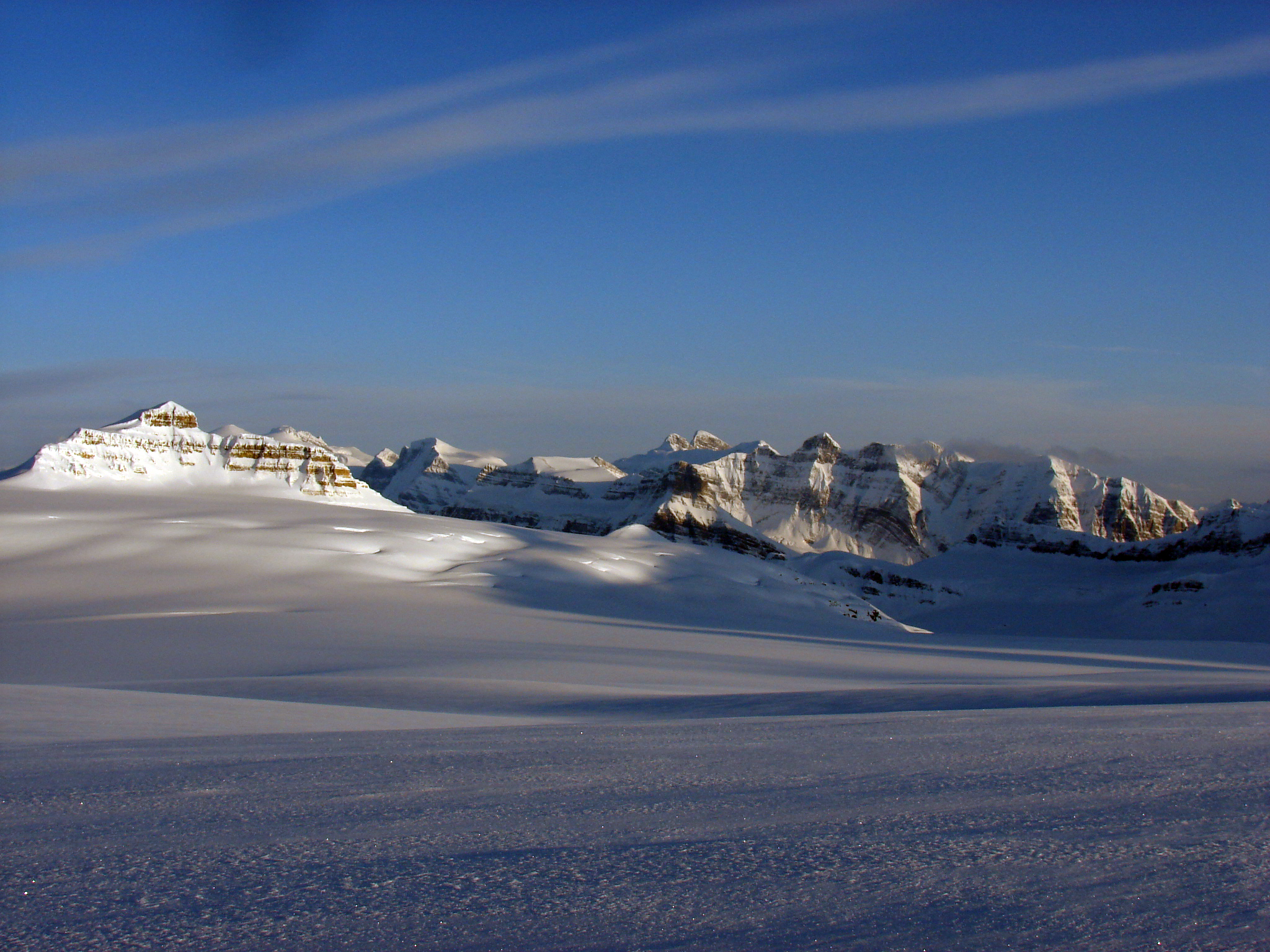
Колумбійське льодовикове поле

Колумбійське льодовикове поле (англ. Columbia Icefield) — найбільше льодовикове поле в Скелястих горах Північної Америки. Розташоване у Канадських скелястих горах на Континентальному вододілі на межі між канадськими провінціями Британська Колумбія та Альберта, льодовикове поле лежить частково у північно-західній частині Національного парку Банф і частково в південній частині Національного парку Джаспер.

## Опис
Колумбійське льодовикове поле розташоване у канадських Скелястих горах на Континентальному американському вододілі на межі між канадськими провінціями Британська Колумбія та Альберта, частково в північно-західній частині Національного парку Банф і частково в південній частині Національного парку Джаспер. Площа поля близько 325 км², воно має глибину криги від 100 до 365 метрів та отримує до 7 метрів снігопаду на рік.

## Історія

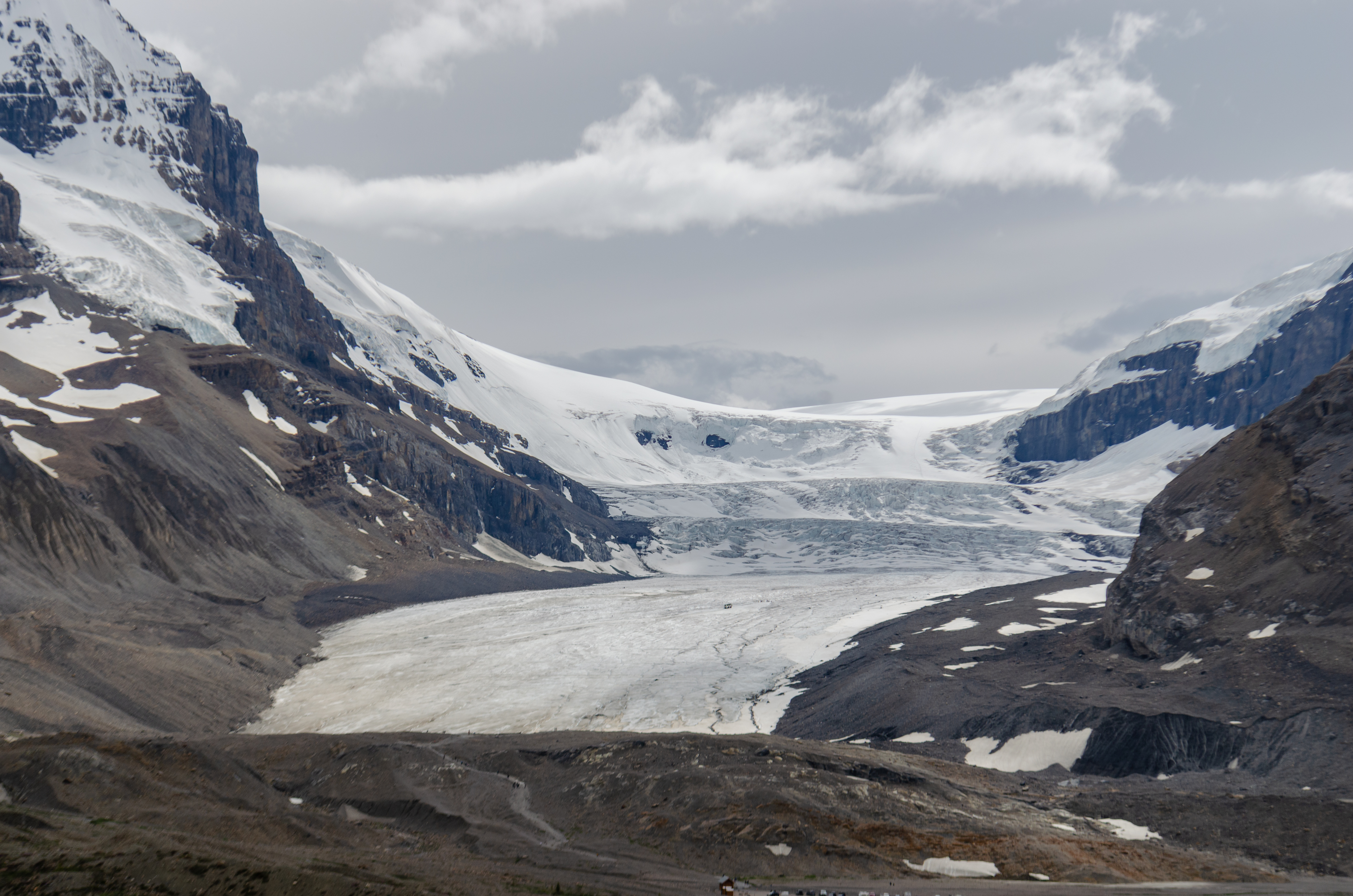
Льодовик Атабаска

Колумбійське льодовикове поле утворилось під час Великого зледеніння, або Іллінойського періоду (238 000—126 000 років до н. е.). Початкове просування льодовикового поля завершилось в останні тисячоліття Раннього Вісконсинського періоду (73 000 — 62 000 років до н. е.), коли Homo sapiens почали з'являтися на Землі. Наступне велике просування льодовикового поля сталось наприкінці Вісконсинського періоду (18 000 — 9000 років до н. е.), який ознаменував кінець великих міжконтинентальних сухопутних мостів. Коли просувався льодовик Кроуфут (9000-7000 років до нашої ери), люди навчилися сільського господарства, а цивілізації почали розвиватися вздовж Тигру, Євфрату та Нілу. Останній великий період просування стався під час Малого льодовикового періоду, який тривав приблизно від 1200 до 1900 років нашої ери. Близько 1800 р. льодовик Атабаска зазнав максимального просування, потім почав відступати, і потім знову просувався до 1840 року, після чого відступає до сьогоднішнього часу.
Колумбійське льодовикове поле було однією з останніх великих геологічних особливостей, які були відкриті людиною в Західній Канаді, завдяки своїй ізоляції і суворим погодним умовам. У квітні 1827 р. шотландський ботанік Девід Дуглас перетинав перевал Атабаска — основний торговий шлях, розташований на північ від льодовика — коли він піднявся на одну з сусідніх гірських вершин. Він повідомив про своє перше сходження у своєму щоденнику, назвавши висоту гори 6000 м.н.м. Влітку 1884 року професор геології Артур Філімон Коулман досліджував вододіл від Банфа до Джаспера в пошуках гігантського піка Дугласа. В той час як він зазнав невдачі у пошуках вершини, він відкрив маршрут, який пізніше стане трасою Айсфілд-Парквей. У липні 1898 року британський дослідник Дж. Норман Коллі і його друзі Х'ю Статфилд і Герман Вулі відправились на пошуки гігантів Дугласа. Вранці 18 серпня Коллі та Вулі піднялися по східній стороні гори Атабаска, рухаючись вгору по льодовику, коли крижаний хребет змінився каменем, і  дійшли до вершини, з якої вони побачили крижане поле, яке тягнулось майже до горизонту. 
У 1900 році колишній британський священик Джеймс Аутрам дістався канадських Скелястих гір, щоб відновити здоров'я після нервового зриву. У наступному році він зробив перший підйом на гору Ассінібойн (3618 м.н.м), яка вважається «Маттергорном Скелястих гір». У 1902 році Аутрам зробив десять перших сходжень на вершини висотою понад 3050 м.н.м. і відкрив чотири нових перевали в районі Колумбійського льодовикового поля. Два його перших сходження у 1902 році були на гору Колумбія (3747 м.н.м.) і гору Брайса (3507 м.н.м.), одну з найбільш небезпечних і складних вершин Скелястих гір.

## Льодовики

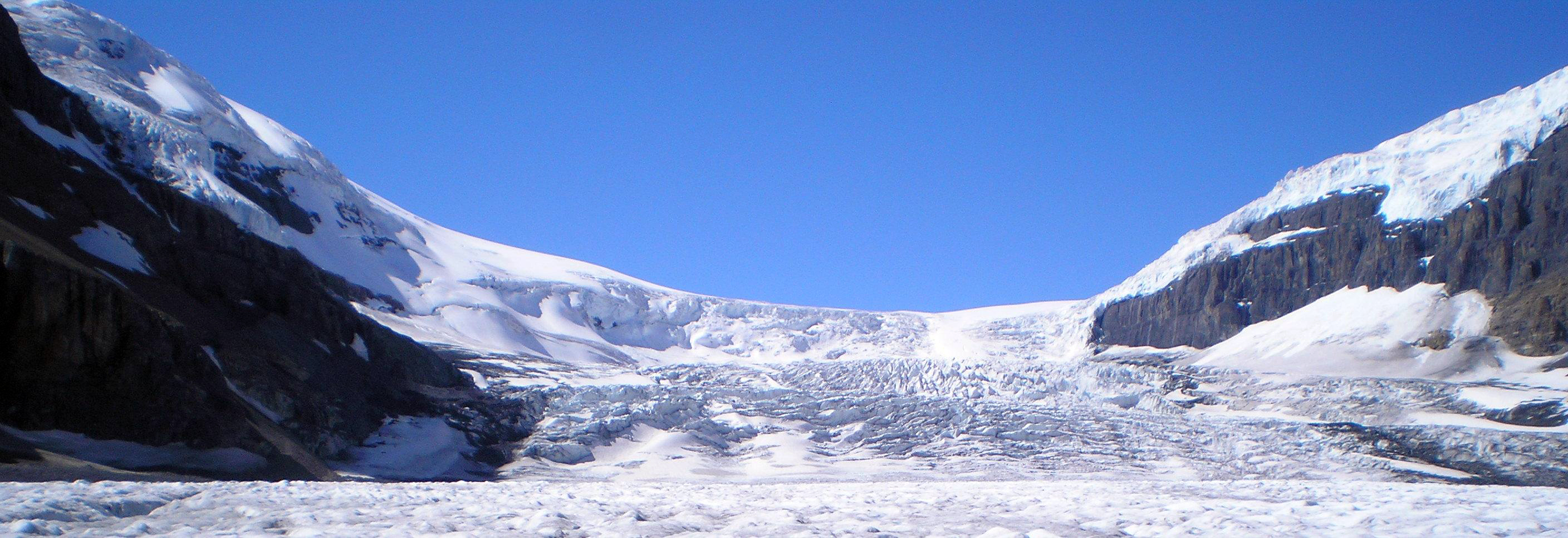
Льодовик Атабаска

Льодовикове поле годує вісім великих льодовиків, в тому числі:
- Льодовик Атабаска
- Льодовик Каслгард
- Колумбійський Льодовик
- Льодовик Купол
- Льодовик Статфилд
- Льодовик Саскачеван

Частини льодовикового поля видно з траси Айсфілд-парквей. Льодовик Атабаска значно зменшився з часу його найбільшого просування в сучасну еру (1844 року). У літні місяці відвідувачі можуть подорожувати по льодовику комфортно — у великих «снігобусах», а в зимові місяці Колумбійське льодовикове поле є великим центром гірськолижного спорту.

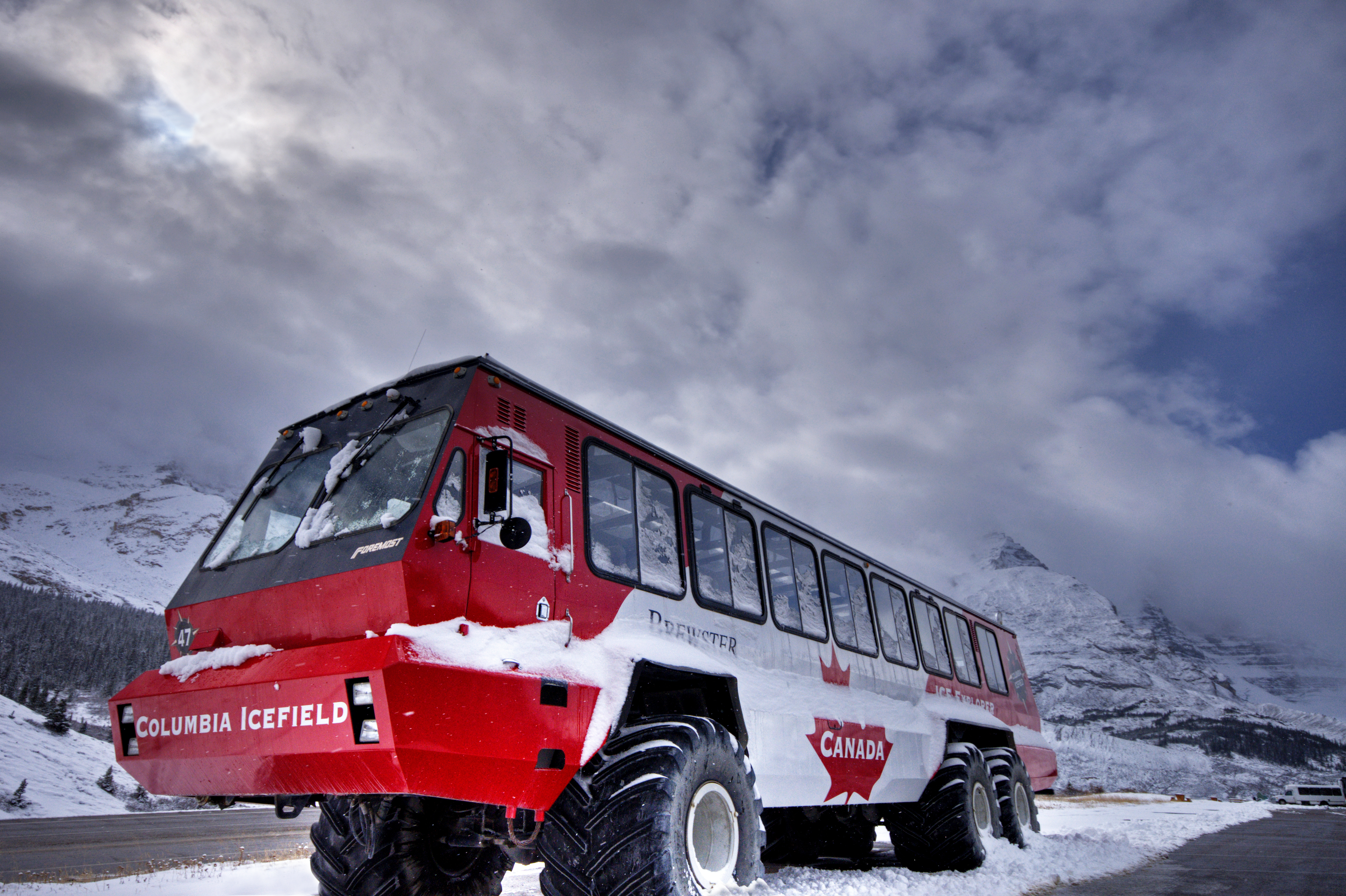
«Снігобус» по льодовику Атабаска

У Колумбійському льодовиковому полі беруть початок річки Атабаска і Північний Саскачеван, а також струмки верхів'їв річки Колумбія. Оскільки поле розташоване на вершині потрійного Континентального вододілу, ці води течуть в кінцевому рахунку на північ до Північного Льодовитого океану, на схід у Гудзонову затоку (а звідти в північну частину Атлантичного океану), на південь і захід до Тихого океану. Гудзонова затока в деяких визначеннях вододілів вважається частиною Арктичного вододілу, в такому випадку це не буде точка потрійного континентального вододілу.

## Гори

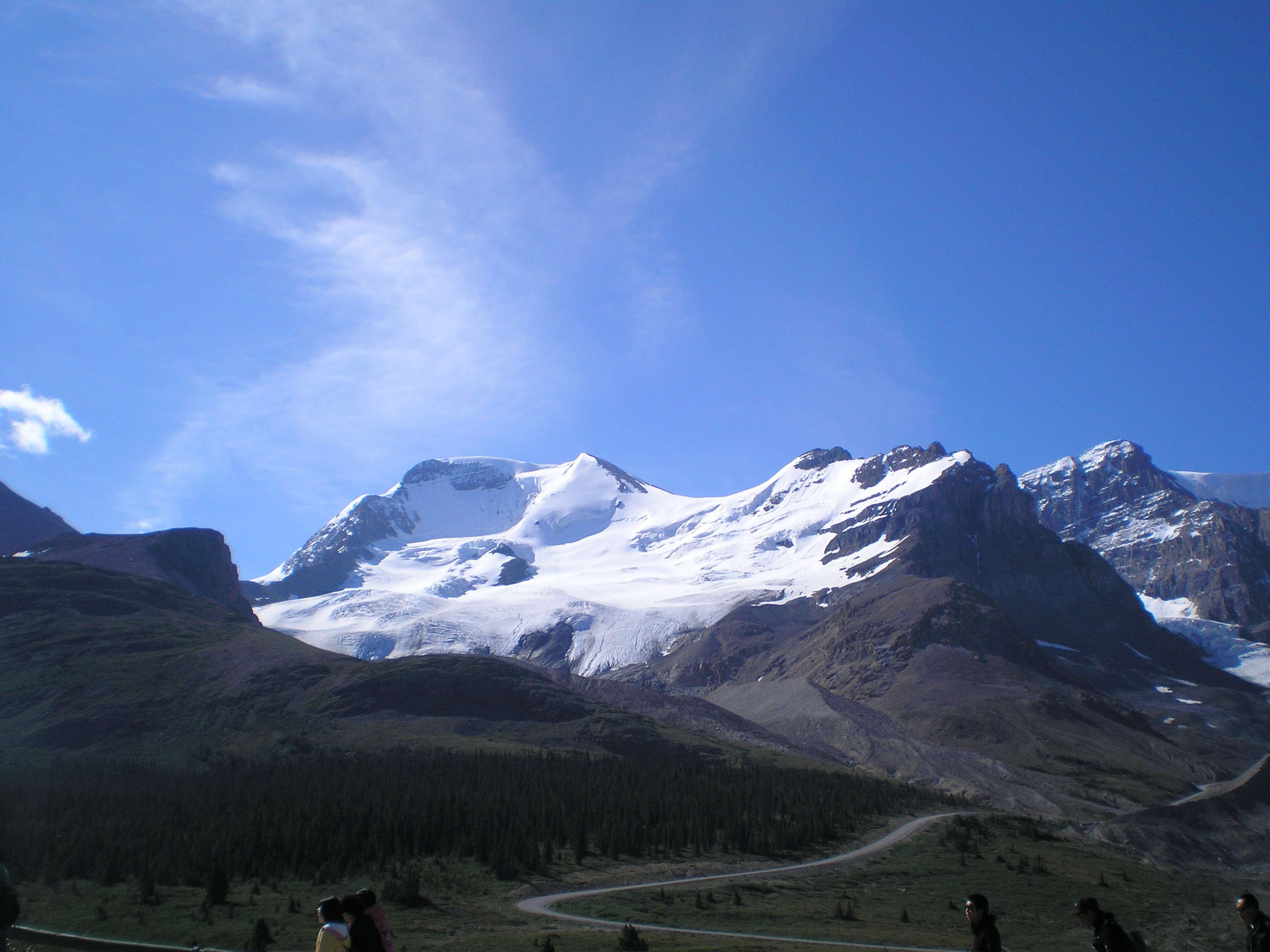
Гора Атабаска

Деякі з найвищих гір у канадських Скелястих горах розташовані по краях льодовикового поля:
- Гора Андромеда (3450 м.н.м.)
- Горе Атабаска (3491 м.н.м.)
- Гора Брайса (3507 м.н.м.)
- Гора Каслгард (3090 м.н.м.)
- Гора Колумбія (3747 м.н.м.)
- Горе Короля Едуарда (3490 м.н.м.)
- Гора Кітченер (3505 м.н.м.)
- Північний Твін пік (3684 м.н.м.)
- Південний Твін пік (3566 м.н.м.)
- Сніговий купол (3456 м.н.м.)
- Статфілд пік (3450 м.н.м.)